# Eduardo Alvarez
Eduardo Alvarez, detto Eddy (Miami, 30 gennaio 1990), è un giocatore di baseball ed ex pattinatore di short track statunitense, di ruolo interno.
Alvarez è il sesto atleta di sempre ad aver conquistato medaglie olimpiche sia nei giochi estivi sia nei giochi invernali in discipline differenti. È il secondo atleta ad aver militato nella Major League Baseball a riuscire nell'impresa di vincere una medaglia olimpica in un altro sport, dopo Jim Thorpe. È soprannominato Eddy the Jet.

## Biografia
Nato a Miami, Florida da genitori cubani, Alvarez frequentò la Christopher Columbus High School della sua città natale e successivamente, il Salt Lake Community College di Salt Lake City nello stato dello Utah.

## Carriera

### Short Track
Nel 2008 partecipò alle prime competizioni di carattere internazionale con il debutto nei Campionati mondiali junior di short track. Nel 2009 nella medesima competizione, vinse la medaglia d'oro nei 3000 m staffetta maschile. Durante la Coppa del Mondo di short track 2013-2014 (disputata tra settembre e novembre 2013), Alvarez conquistò una medaglia d'oro e una d'argento nella staffetta 5000 m e una medaglia di bronzo nei 500 m individuali. Durante i giochi olimpici invernali di Soči 2014, Alvarez conquistò una medaglia d'argento nei 5000 m staffetta maschile.
Al termine delle olimpiadi, Alvarez scelse di lasciare lo short track per tornare al baseball, sport che aveva già praticato a livello universitario. Il giocatore parlo di questa idea di cambiare sport già prima dell'inizio dei giochi olimpici.

### Baseball
Entrò nel baseball professionistico il 10 giugno 2014, firmando come free agent con i Chicago White Sox. Assegnato alla classe Rookie il 20 giugno, venne promosso il 12 agosto nella classe A, categoria in cui iniziò la stagione successiva. Il 13 luglio 2015, passò alla classe A-avanzata. Iniziò la stagione 2016 nella Doppia-A e il 19 agosto dello stesso anno, venne promosso nella Tripla-A. Nel 2017 tuttavia il giocatore venne trasferito nuovamente nella Doppia-A, ottenendo una nuova promozione nella Tripla-A il 28 luglio. Dopo aver disputato l'intera stagione 2018 nella Tripla-A, nel 2019 Alvarez passò a causa di infortuni la prima parte della stagione in riabilitazione. Tornò nella Tripla-A il 14 giugno 2019, completando la stagione.
Debuttò nella MLB il 5 agosto 2020, al Camden Yards di Baltimora contro i Baltimore Orioles, nel primo dei due incontri da sette inning disputati quel giorno. Schierato come seconda base titolare, apparve in tre turni di battuta, subendo uno strikeout. Nella seconda partita venne schierato come terza base titolare, apparve in due turni di battuta e subì il suo secondo strikeout. Il 9 agosto contro i Mets, affrontò quattro turni di battuta ottenendo in quest'ordine: la sua prima valida, una valida, la base su errore del prima base e un doppio. Nella stessa partita mise a segnò anche la prima base rubata. Il 12 agosto contro i Blue Jays, realizzò il primo RBI e ottenne la prima base su ball. Concluse la stagione con 12 partite disputate nella MLB e nessuna nella minor league..
Iniziò la stagione 2021 nella Tripla-A e venne richiamato nella MLB il 7 settembre, un mese dopo la finale di disciplina, disputata alla olimpiadi di Tokyo.
Il 1º gennaio 2022 firmò un contratto di minor league con i Los Angeles Dodgers. Iniziò la stagione in Tripla-A con gli Oklahoma City Dodgers, poi il 3 giugno venne chiamato in MLB a seguito dell'infortunio di Edwin Ríos.

## Palmares

### Olimpiadi
- Giochi olimpici invernali:  Medaglia d'Argento

Team USA: Short track - 5000 m staffetta maschile a Soči 2014
- Giochi olimpici estivi:  Medaglia d'Argento

Team USA: Baseball a Tokyo 2020